# Eugène Picheran
Eugène Marcel Picheran, né à Orléans le 1er novembre 1865 et mort à Paris le 30 mars 1955, est un compositeur français.

## Biographie
Chef d'orchestre aux Théâtre des Folies-Dramatiques puis à partir de septembre 1902 à l'Opéra-Comique, il est connu pour avoir composé la musique de l'opérette en trois actes Madame Pistache, sur un livret de Jules Méry, représentée aux Folies-Dramatiques le 14 juin 1899. 
On lui doit aussi des mélodies pour piano, pour clarinette et pour violon et de nombreuses compositions pour chansons.